# توماسو بيرتي
توماسو بيرتي هو لاعب كرة قدم إيطالي في مركز الوسط، ولد في 7 مارس 2004.